# Elena Könz
Elena Könz (Chur, 12 september 1987) is een Zwitserse snowboardster. Ze vertegenwoordigde haar vaderland op de Olympische Winterspelen 2014 in Sotsji.

## Carrière
Bij haar wereldbekerdebuut, in januari 2013 in Copper Mountain, eindigde Könz op de vierde plaats. In december 2013 stond de Zwitserse in Copper Mountain voor de eerste maal in haar carrière op het podium van een wereldbekerwedstrijd. Tijdens de Olympische Winterspelen van 2014 in Sotsji eindigde ze als negende op het onderdeel slopestyle.
Op de FIS wereldkampioenschappen snowboarden 2015 in Kreischberg veroverde Könz als eerste vrouw de wereldtitel op het onderdeel big air, daarnaast eindigde ze als achttiende op het onderdeel slopestyle.

## Resultaten

### Olympische Winterspelen
| Jaar | Plaats | Resultaten    |
| ---- | ------ | ------------- |
| 2014 | Sotsji | 9e Slopestyle |

### Wereldkampioenschappen
| Jaar | Plaats      | Resultaten               |
| ---- | ----------- | ------------------------ |
| 2015 | Kreischberg | Big Air · 18e Slopestyle |

### Wereldbeker
Eindklasseringen
| Seizoen   | Algm | SBS |
| --------- | ---- | --- |
| 2012/2013 | 30e  | 8e  |
| 2013/2014 | 18e  | 7e  |